# James River (Dakotas)
Pour les articles homonymes, voir James River et Dakota.
La rivière James (en anglais James River), aussi connue sous le nom de rivière Dakota, est une rivière du nord des États-Unis, affluent de la rivière Missouri. Longue de 1143 kilomètres elle circule à l'est des États du Dakota du Nord et du Dakota du Sud.

## Géographie
La rivière James prend sa source dans le comté de Wells à environ 16 kilomètres au nord-ouest de Fessenden. Elle se dirige ensuite vers l'est puis prend sa direction générale SSE à partir de New Rockford et passe à Jamestown. Elle entre ensuite dans le Dakota du Sud dans le comté de Brown puis passe dans les villes de Huron, Mitchell et finalement se jette dans la rivière Missouri juste à l'est de Yankton.
La rivière est la majeure voie de drainage de la plaine de l'est des Dakotas située entre les deux plateaux Coteau du Missouri et Coteau des Prairies. L'étroitesse de cette plaine, formée par le lobe d'un glacier durant l'âge de glace, explique le faible débit de la rivière et le faible nombre de ses affluents. En conséquence la rivière n'est pas navigable (ce qui en fait la plus longue rivière non navigable du monde).

## Débit
Le débit de la rivière James a été mesuré de façon continu depuis 1928 près de Scotland, dans le comté de Hutchinson (Dakota du Sud). La rivière y draine une surface de 53 450 km2 et son débit moyen y est de 25 m3/s. On en déduit que la tranche d'eau écoulée annuellement dans son bassin est de seulement 15 mm, une valeur très faible. Son débit connait de très importantes variations en fonction des années. Le débit annuel de la rivière est descendu jusqu'à 0,40 m3/s pour l'année 1934, année de l'épisode de sécheresse du Dust Bowl et est monté jusqu'à 113 m3/s pour l'année 1997. Le débit instantané record est de 832 m3/s mesuré le 23 juin 1984.

## Histoire
La rivière était originellement appelée E-ta-zi-po-ka-se Wakpa par les amérindiens de la tribu Dakota, ce nom signifiant rivière non navigable. La rivière fut ensuite nommée Rivière aux Jacques par les premiers explorateurs français (ce qui se traduit par James River en anglais). Au moment de l'incorporation du territoire des Dakotas, la rivière fut nommée James River par Tom Lafayette Rosser, un ancien général confédéré qui aida à la construction du chemin de fer dans le Dakota du Nord. Il nomma la rivière d'après le nom de la première colonie anglaise aux États-Unis : Jamestown (L'ancien nom français Jacques, directement traduit en James n'est qu'une coïncidence). Cependant la convention décida en 1861 de renommer la rivière Dakota mais le nom d'avant 1861 perdure aujourd'hui.

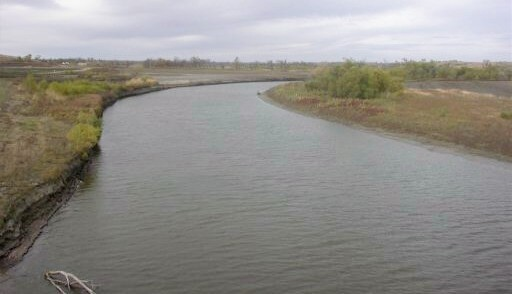
La rivière James près de Scotland, Dakota du Sud